# Coinmarketcap
Coinmarketcap (CMC) è un sito web che fornisce informazioni e dati come prezzi, volumi di scambi, capitalizzazione di mercato sulle criptovalute.

## Storia
Coinmarketcap è stato creato nel maggio 2013 dallo sviluppatore Brandon Chez nel suo appartamento di Long Island City, nel Queens. Nel maggio 2016, Coinmarketcap ha lanciato la sua prima API pubblica.
Nel 2018, secondo il Wall Street Journal, Coinmarketcap è diventato uno dei siti web più trafficati al mondo. Al marzo 2019, due indici di riferimento per le criptovalute di Coinmarketcap sono stati quotati su Nasdaq, Bloomberg Terminal e Refinitiv.
Nell'aprile 2020, Binance ha acquisito Coinmarketcap per una cifra non rivelata. Coinmarketcap continua a operare indipendentemente dalla sua società madre. Nel 2021, Coinmarketcap è diventato un partner API per lo scambio Coinbase.